# Distretto di Bir Mokkadem
Il distretto di Bir Mokkadem è un distretto della provincia di Tébessa, in Algeria, con capoluogo Bir Mokkadem.